# أوزفالدو ميركوري
أوزفالدو ميركوري (1944 - 6 فبراير 2021) سياسي أرجنتيني، ومقره في مقاطعة بوينس آيرس، وعضوًا في حزب العدالة. كان عضوًا لفترة طويلة في مجلس نواب مقاطعة بوينس آيرس من عام 1985 إلى عام 2005. وشمل ذلك فترتين كرئيس لمجلس نواب مقاطعة بوينس آيرس: 7 ديسمبر 1989 إلى 8 ديسمبر 1997، ومرة أخرى من 7 ديسمبر 2001 حتى 10 ديسمبر 2005. كما ترأس ميركوري المؤتمر الوطني للإصلاح الدستوري لعام 1994 ومؤتمر الحزب العدلي.

## السيرة الشخصية
ولد ميركوري في لوماس دي زامورا، في مقاطعة بوينس آيرس الأرجنتين.
في وقت وفاته كان ميركوري يعمل كعضو في برلمان ميركوسور (بارلاسور). كان من المقرر أن تنتهي فترة عمله في بارلاسور في 31 ديسمبر 2021.
توفي ميركوري من جراء مضاعفات كوفيد 19 في مستشفى في سان إيسيدرو في مقاطعة بوينس آيرس، حيث تم نقله إلى المستشفى لمدة ثلاثة أسابيع، في 6 فبراير 2021 عن عمر يناهز 76 عامًا. وقد نجت من المضاعفات زوجته ماريا إيلينا وأطفالهما. أشاد الرئيس الأرجنتيني السابق إدواردو دوهالدي وهو صديق وحليف سياسي مقرب بميركوري على تويتر بعد وفاته.